# Alyssum serpyllifolium subsp. lusitanicum
Alyssum serpyllifolium subsp. lusitanicum é uma subespécie de planta com flor pertencente à família Brassicaceae. 
A autoridade científica da subespécie é Dudley & P. Silva, tendo sido publicada em Agronomia Lusitana 28: 72. 1967.

## Portugal
Trata-se de uma subespécie presente no território português, nomeadamente em Portugal Continental.
Em termos de naturalidade é nativa da região atrás indicada.

## Protecção
Encontra-se protegida por legislação portuguesa ou da Comunidade Europeia, nomeadamente pelo Anexo V da Directiva Habitats.